# Torringen (Attmars socken, Medelpad)
Torringen är en sjö i Nordanstigs kommun och Sundsvalls kommun i Medelpad och ingår i Ljungans huvudavrinningsområde. Sjön är 19,9 meter djup, har en yta på 4,26 kvadratkilometer och befinner sig 161 meter över havet. Sjön avvattnas av vattendraget Stångån.

## Delavrinningsområde
Torringen ingår i det delavrinningsområde (689564-156539) som SMHI kallar för Utloppet av Torringen. Medelhöjden är 198 meter över havet och ytan är 19,92 kvadratkilometer. Räknas de 2 avrinningsområdena uppströms in blir den ackumulerade arean 39,08 kvadratkilometer. Stångån som avvattnar avrinningsområdet har biflödesordning 2, vilket innebär att vattnet flödar genom totalt 2 vattendrag innan det når havet efter 31 kilometer. Avrinningsområdet består mestadels av skog (72 procent). Avrinningsområdet har 4,25 kvadratkilometer vattenytor vilket ger det en sjöprocent på 21,3 procent.